# Фитиж (озеро, Курская область)
Фитиж — озеро в Российской Федерации, располагается на территории Селекционного сельсовета Льговского района Курской области. Площадь поверхности водного зеркала — 0,67 км².
Озеро находится в левобережье реки Сейм в заболоченной пойме у села Фитиж на высоте 144,4 метра над уровнем моря. Является старицей реки. Имеет изрезанную форму, вытянуто с запада на восток. В западную оконечность озера впадает река Речица. На северном берегу озера произрастает дубово-осиновый и ясеневый лес. Озеро постепенно заиливается и зарастает. В середине XX века озеро имело длину около 5 км, ширину 200 метров и глубину 4,5 метра.
Фитиж относится к числу нерестовых участков.